# PGC 1380890
LEDA/PGC 1380890 ist eine linsenförmige Galaxie vom Hubble-Typ S0 mit aktivem Galaxienkern im Sternbild Löwe auf der Ekliptik, die schätzungsweise 492 Millionen Lichtjahre von der Milchstraße entfernt ist. Im selben Himmelsareal befinden sich u. a. die Galaxien NGC 3492, IC 663, IC 664, IC 666.